# Heybeliada (Schiff)
Die Heybeliada (Kennung: F-511) ist eine Korvette der Ada-Klasse der türkischen Marine. Das Schiff ist nach der Insel Heybeliada im Marmarameer benannt. 

## Geschichte
Die spätere Heybeliada wurde am 22. Januar 2007 als Typschiff der Klasse bei der Marinewerft in Istanbul auf Kiel gelegt. Der Stapellauf erfolgte am 27. September 2008 und die Indienststellung am 27. September 2011.